# 35197 Лонгмайр
35197 Лонгмайр (35197 Longmire) — астероїд головного поясу, відкритий 7 червня 1994 року.
Тіссеранів параметр щодо Юпітера — 3,325.